# Santee (Nebraska)
Pour les articles homonymes, voir Santee.
Santee est un village du comté de Knox au Nebraska, aux États-Unis. Au recensement de 2020, la municipalité compte 424 habitants.

## Géographie
Santee est située sur la rive sud du fleuve Missouri, à la frontière avec le Dakota du Sud  et est la capitale de la réserve sioux de Santee. L'administration de la réserve n'est pas située à Santee, mais à Niobrara, qui se trouve en amont. Santee borde les rives du lac de Lewis et Clark, un réservoir dont le barrage a été construit en 1952 en aval de Yankton.

## Histoire
Santee a été fondée après l'expulsion des Indiens Sioux Dakotas du Minnesota. Les survivants du soulèvement des Sioux y ont été internés. En 1867, le missionnaire Samuel D. Hinman a construit la première église de la réserve, là où se trouve aujourd'hui l'église du Très Miséricordieux Sauveur. Le bâtiment servait également d'école indienne. En 1870, il avait construit d’autres bâtiments, comme sa propre école et un hôpital. 250 habitants du village se sont convertis au christianisme.

## Population
Lors du recensement des États-Unis de 2020, Santee compte 424 habitants, 67 ménages et 131 unités d'habitation. En 2010, le village compte compte 346 habitants, 100 ménages et 80 familles et 117 unités d'habitation et, en 2000, 302 personnes, 98 ménages et 64 familles vivent dans le village et 116 unités d'habitation.

## Monuments
La Congregational Church and Manse (en) est une église congrégationaliste construite en 1870-1871 au sein de la réserve Sioux de Santee (en). L'église et son presbytère sont inscrits au registre national des lieux historiques depuis le 16 mars 1972.
L'église de Notre Très Miséricordieux Sauveur de Santee (en) aussi connue sous le nom de Santee Mission est construite en 1884 dans le style Gothique charpentier. Le 16 mars 1972, elle est ajoutée au Registre national des lieux historiques sous le nom d'église épiscopale.